# Xã Algonquin, Quận McHenry, Illinois
Xã Algonquin (tiếng Anh: Algonquin Township) là một xã thuộc quận McHenry, tiểu bang Illinois, Hoa Kỳ. Năm 2010, dân số của xã này là 88.389 người.